# Mario Rodríguez Ramos
Mario Omar Rodríguez Ramos (Coquimbo, Chile, 8 de agosto de 1960) es un exfutbolista chileno. Jugaba como arquero.

## Trayectoria
Oriundo de Coquimbo, hizo las divisiones inferiores en Progreso de Coquimbo y Coquimbo Unido. Debutó profesionalmente el 19 de noviembre de 1978, en la derrota por 2-4 ante Cobreloa en Calama, en partido válido por el torneo de 1978. Sin embargo, le atajó un penal a Guillermo Yávar, dejando grata impresiones en su debut a los 18 años.
Finalmente el año 1982 se logra hacer con la titularidad en el arco pirata, debido a una lesión del arquero titular Rolando Rivera. Se mantuvo en el equipo coquimbano hasta fines de 1986. En noviembre de ese año, acordó su contrato con Deportes La Serena con el presidente Otmar Rendic. Pese a cierto resquemor por venir del equipo rival, paulatinamente comenzó a ganarse a la hinchada, participando en una remontada que inició con un recordado partido ante Deportes Ovalle en enero de 1988.Finalmente, el equipo serenense se coronaría campeón de la entonces Segunda División, tras vencer en un partido ante Deportes Valdivia que terminó en una batalla campal. Defendió el arco serenense hasta la temporada 1991, con un paso por Naval en el torneo de Primera División 1989.
En 1991 tuvo un paso por Deportes Laja en la Tercera División, para comenzar 1992 en Halcones Negros de Coquimbo. En 1992 fichó por Santiago Wanderers de la Primera B, que luchaba por no descender a la Tercera División.Luego de otro paso por Coquimbo Unido, y pasar por Deportes Ovalle en 1994, el año 1995 regresa a Santiago Wanderers, debiendo retirarse debido a una lesión a los dos cartílagos.
Luego del retiro, cayó en adicciones a las drogas, además de sufrir un infarto, lo que lo hizo ingresar a Narcóticos Anónimos, logrando convivir con sus adicciones.En 2017 se sumó a las divisiones inferiores de Coquimbo Unido como preparador de arqueros.Además, es comentarista en radios de su ciudad natal.

## Selección nacional
Fue convocado por Pedro García a las selecciones menores de Chile con vistas al Campeonato Sudamericano Sub-20 de 1979; sin embargo, tras darse cuenta de que el entrenador y algunos dirigentes planificaban alterar la edad de los jugadores convocados, renunció a la convocatoria.Fue convocado por Isaac Carrasco para el Torneo Preolímpico Sudamericano de 1984, logrando la clasificación a los Juegos Olímpicos de Los Ángeles 1984.

## Clubes
| Club               | País  | Año       |
| ------------------ | ----- | --------- |
| Coquimbo Unido     | Chile | 1978-1986 |
| Deportes La Serena | Chile | 1987-1989 |
| Naval              | Chile | 1989      |
| Deportes La Serena | Chile | 1990-1991 |
| Deportes Laja      | Chile | 1991      |
| Halcones Negros    | Chile | 1992      |
| Santiago Wanderers | Chile | 1992      |
| Coquimbo Unido     | Chile | 1993      |
| Deportes Ovalle    | Chile | 1994      |
| Santiago Wanderers | Chile | 1995      |

## Palmarés

### Campeonatos nacionales
| Título    | Club               | País  | Año  |
| --------- | ------------------ | ----- | ---- |
| Primera B | Deportes La Serena | Chile | 1987 |